# SIEGE-Block
Der SIEGE-Block ist ein Bauwerk in Darmstadt, das als Wohngebäude dient. Benannt wurde der SIEGE-Block nach der Bauherrin „Siedlungsgesellschaft für das Verkehrspersonal“ (SIEGE). Aus architektonischen- und stadtgeschichtlichen Gründen ist das Bauwerk ein Kulturdenkmal.

## Geschichte und Beschreibung
Der SIEGE-Block wurde im Jahre 1926 nach Plänen der Architekten Hans Kleinschmidt und Hermann Schieker erbaut.
Der Wohnblock steht zwischen der Rheinstraße und dem Hauptbahnhof.
Die dreiflüglige Wohnanlage gehört stilistisch zum Ziegelexpressionismus und ist ein besonders charakteristisches, gut erhaltenes Beispiel für diesen Baustil.
Zu den architektonischen Details gehören:
- Die dreieckig aus der Fassade ragenden Balkone und Erker.
- Die Schmuckdetails aus Ziegelmauerwerk im Bereich von Eingang, Dachabschluss und Torbögen.
- Die Einfriedung aus Ziegel mit viereckigem Metallhandlauf und Kugeln.
- Die horizontale Treppenhausverglasung.
- Die expressionistisch-geometrisch gestalteten Wassereinläufe an der Regenrinne.
- Die Ziegelornamente an den Tordurchfahrten.
- Die beiden expressionistischen Lampen an den Tordurchgängen wurden im Jahre 1990 nach historischem Vorbild rekonstruiert.

## Denkmalschutz
Den Zweiten Weltkrieg überstand die Wohnanlage weitgehend unbeschadet.